# Shake It Off (테일러 스위프트의 노래)
‘Shake It Off’는 미국의 싱어송라이터인 테일러 스위프트의 노래이다. 다섯 번째 정규 음반이자 스위프트의 첫 팝 음반이라고 마케팅한 음반 “1989”에 리드 싱글로 수록되어 있으며, 2014년 8월 19일 빅 머신 레코드를 통하여 디지털 다운로드로 전세계에 발매하였다. 작곡과 작사는 스위프트와 함께 노래의 프로듀서인 맥스 마틴과 셸백이 맡았다. 업템포 비트의 댄스 팝 장르의 노래로, 색소폰 라인이 포함되어 있다. 가사에서는 스위프트를 깎아내리고, 이미지에 관해 부정적인 시각을 담고 있는 사람들에 대한 무관심함을 담고 있다.
발매 당시 음악 비평가들은 ‘Shake It Off’의 댄스 팝 연출로 기억하기 쉬운 멜로디의 노래라고 언급하였지만, 일부에서는 가사가 약하다는 평을 받았다. 현재에 들어와서는 스위프트의 사운드와 이미지를 단숨에 컨트리에서 팝으로 바꾸게 해준 “1989” 음반의 리드 싱글 역할을 효과적으로 해냈다고 이야기하고 있다. NME와 컨시퀀스 오브 사운드의 2010년대 최고의 노래 목록에 이름을 올렸다. 미국에서는 빌보드 핫 100 차트에서 1위의 4주를 포함하여 50주가 넘게 차트에 이름을 올렸으며, 미국 음반 산업 협회(RIAA)로부터 다이아몬드 인증을 받았다. 이외에도 오스트레일리아, 캐나다, 헝가리, 뉴질랜드, 폴란드 등 여러 국가의 차트에서 1위를 달성하였다.
‘Shake It Off’의 뮤직 비디오는 마크 로마넥이 감독 하에 제작하였다. 영상에서는 스위프트가 몇몇 춤 동작을 성공 없이 연습하려는 어설픈 사람으로 나오는데, 그중 트워킹과 같이 유색인종에 관련된 춤에 관해 문화적 전유라는 비판을 받기도 하였다. 노래를 홍보하기 위해 MTV 비디오 뮤직 어워드와 아이하트 라디오 뮤직 페스티벌을 포함해 일부 행사에서 공연을 하였다. 이외에도 각각 2015년과 2018년에 진행한 두 개의 투어 1989 World Tour와 Reputation Stadium Tour의 세트리스트에 ‘Shake It Off’를 포함시켰다. 2015년 피플스 초이스상에서 페이버릿 송 부문에서 수상을 거머쥐었으며, 제57회 그래미상에서 세 개의 부문에 이름을 올렸다.

## 배경
테일러 스위프트는 원래 컨트리 음악을 하는 싱어송라이터로 알려져 있었으나, 2012년 10월에 발매한 네 번째 정규 음반 “Red”에서 다양한 팝과 록 스타일의 음악을 시도함으로써 그 동안의 이미지를 탈바꿈하였다. 스웨덴의 팝 프로듀서인 맥스 마틴과 셸백과의 컬래버레이션으로 스위프트의 음반에 간단한 팝 스타일의 훅이나, 전자 음악 또는 덥스텝과 같이 새로운 장르의 노래가 수록되었다. 이때 스위프트와 당시 몸을 담고 있었던 레이블인 빅 머신 레코드에서는 “Red”를 컨트리 장르의 음반이라고 홍보하였고, 음반에 포함된 다양한 음악 스타일이 언론에서 컨트리 음악가로서의 지위를 둘러싼 논쟁을 일으켰으며, 결국 스위프트가 월스트리트 저널과의 인터뷰에서 "장르의 표기를 다른 사람들에게 맡긴다"고 답하면서 일단락되었다. 이후 스위프트는 2013년 중반 “Red”의 콘서트 투어를 하던 기간에 다섯 번째 정규 음반 “1989”의 녹음을 시작하였다. 1980년대 신스팝으로부터 영감을 받았으며, “1989”를 자신의 이미지를 컨트리에서 팝으로 공식적으로 바꾸는 첫 정규 음반이라고 생각하였다. 마틴과 셸백은 음반의 정규 버전 트랙 리스트에 포함된 13곡 중 7곡을 싱글컷하도록 제작하였다.

## 발매
2014년 8월 13일, 스위프트는 더 투나잇 쇼 스태링 지미 팰런에 출연하여 8월 18일 야후!를 통하여 라이브 스트림을 개최하겠다고 발표하였다. 라이브 스트림이 진행되는 동안, 스위프트는 “1989”의 세부 사항에 대해 언급하였다. 이후 ‘Shake It Off’를 음반의 리드 싱글로 싱글컷하였으며, 동시에 뮤직 비디오를 최초로 공개하였다. 이튿날인 8월 19일에는 빅 머신 레코드를 통하여 전 세계에 디지털 다운로드로 출시되었다. 그리고 같은 날, 빅 머신은 리퍼블릭 레코드와 제휴를 맺고 ‘Shake It Off’를 미국 라디오에 발매하였다. 9월 11일에는 한정 CD 싱글 에디션이 발매되었다. 유럽에서는 8월 25일에 영국 라디오, 8월 29일에 이탈리아 라디오에서 발표되었으며, 10월 10일에는 독일에서 CD 싱글 발매가 이루어졌다.
‘Shake It Off’와 노래가 수록되어 있는 “1989”의 발매는 사람들에게서 스위프트가 "공식적인 팝" 음반을 발매하기 위해 원래 자신이 추구하던 컨트리 음악을 포기할 것이라는 발표로 반응이 매우 뜨거웠다. 잡지 드로운드 인 사운드는 ‘Shake It Off’에 대해 "의심할 것 없이 2011년 라디오헤드의 “The King of Limbs” 발매 이후 가장 중요한 문화적 사건"이라고 묘사하였다. 한편 빌보드의 제이슨 립슈츠는 ‘Shake It Off’가 스위프트가 보여준 첫 클래식한 팝이 아니라는 점을 언급하면서, 이 곡이 비평적으로 그리고 상업적으로 성공한 스위프트의 잘 알려진 컨트리 팝송을 넘어 실험할 수 있는 "미지로의 대담한 여행"의 징표라고 표현하였다.

## 논쟁

### 2014년 트리플 J 하티스트 100
2015년 1월 13일 버즈피드에 "왜 모두들 하티스트 100에서 ‘Shake It Off’를 투표하지 않는가?"(Why Isn't Everyone Voting For 'Shake It Off' In The Hottest 100?"이라는 제목의 기사가 올라왔다. 기사의 내용은 오스트레일리아의 공영 라디오 방송국인 트리플 J에서 매년 100곡을 선정하는 "트리플 J 하티스트 100" 설문 조사에서 투표가 진행되는 동안에 스위프트의 팬들이 소셜 미디어에서 #Tay4Hottest100이라는 해시태그를 사용하며 캠페인을 진행한다는 이야기를 다루고 있다. 이 캠페인은 호주의 음악 팬들이 스위프트가 과연 투표에 적절한가에 대한 논쟁을 벌이면서 상당한 언론의 보도를 이끌어냈다. 설문 조사 대상에 포함되기 위한 조건 중 하나는 트리플 J에서 적어도 한 번 이상 노래가 틀어졌어야 한다는 것인데, ‘Shake It Off’는 스위프트가 부른 버전이 아니라 포크 그룹인 밀키 찬스가 커버한 버전이 방송을 탔다. 해당 캠페인에 비판적인 사람들은 하티스트 100 설문 조사는 "트리플 J에서 발견되었거나 인기를 얻은" 비주류 아티스들을 위한 이벤트이며, 주류 음악 산업에서 떨어져 있는 아티스트들을 지속적으로 노출시켜주기 위한 가치 있는 이벤트기 때문이라는 의견을 밝혔다. 반면 캠페인에 찬성하는 사람들은 트리플 J가 남성적인 음악 장르인 록 음악과 얼터너티브 음악을 하는 아티스트를 선호하며, 일종의 "문화적 엘리트주의" 또는 "성 차별"을 지속시키려 한다는 점을 비판하였다. 가디언 오스트레일리아의 엘 헌트는 "#Tay4Hottest100에 대한 뜨거운 반응은 우리가 오래 전에 내팽개친 이분법, 즉 높은 예술 대 낮은 예술의 지속성을 드러냈다"고 언급하였다.
2015년 1월 20일, 가디언 오스트레일리아는 ABC에 하티스트 100에 관한 방송국의 반응과 ‘Shake It Off’의 자격에 관한 정보 열람의 자유를 요청하였다. 트리플 J의 매니저인 크리스 스캐단은 웹사이트 돈 데프에 "우리는 하티스트 100 투표를 할 수 있는 동안에는 캠페인에 대해서 언급하지 않는다. 사람들에게 관심을 끌며 투표 결과에 영향을 미칠 수 있다"고 언급하였다. 1월 23일, 시드니 모닝 헤럴드는 퀸즐랜드 대학교을 인용하며 2014년 하티스트 100 이벤트 중 일어난 #Tay4Hottest100 캠페인에 대해 보도하였다. 내용은 지난 30일 동안 테일러 스위프트와 관련된 글은 7,341건이 넘게 발견되었으며, 당시 1등이었던 쳇 페이커에 관한 글이 230건인 것에 비해 압도적으로 테일러가 많다는 것이었다. 2015년 1월 26일, ‘Shake It Off’는 결국 트리플 J 하티스트 100에서 실격되었다. 그 발표에서 트리플 J는 스위프트의 음악과 경력을 인정하지만, 방송에 한 번도 노래가 틀어지지 않았음에도 순위에 진입하는 것은 규칙을 위배하는 것이라고 입장을 밝혔다. 그 후, 트리플 J는 하티스트 100의 여론조사를 위한 "trolling the poll" 방식의 캠페인을 금지하는 두 가지의 새로운 규칙을 도입하였다.
커뮤니케이션 학자인 글렌 풀러는 #Tay4Hottest100에 대해서 소셜 미디어 시대의 "연결적 행동"의 일례 중 하나로 들 수 있을 것이라고 언급하였다. 이어서 풀러는 미디어 출판물에서 만들어진 정보로 인해 개인적인 관점을 표현하는 "액션 프레임"이 생기고, 이 출현은 확실한 결과를 도출하지 못하는 논쟁으로 이어질 수도 있다고 지적하였다.

## 트랙 리스트
디지털 다운로드 / 한정판 CD 싱글
1. ‘Shake It Off’ – 3:39

독일 CD 싱글
1. ‘Shake It Off’ – 3:39
2. ‘Shake It Off (비디오)’ – 4:02

## 크레딧
크레딧은 “1989”의 라이너 노트에서 발췌하였다.
스튜디오 장소
- 로스앤젤레스의 콘웨이 레코딩 스튜디오와 스웨덴 스톡홀름의 MXM 스튜디오에서 녹음
- 버지니아비치의 믹스스타 스튜디오에서 믹싱
- 뉴욕의 스털링 사운드에서 마스터링

참여진
- 테일러 스위프트 – 리드 보컬, 백 보컬, 작사 및 작곡, 박수소리, 샤우팅
- 코리 바이스 – 녹음 보조
- 톰 코인 – 마스터링
- 서번 게네아 – 믹싱
- 존 헤인스 – 믹스 엔지니어링
- 샘 홀런드 – 녹음
- 마이클 일버트 – 녹음
- 조나스 린더보그 – 트럼펫
- 맥스 마틴 – 프로듀서, 작사 및 작곡, 키보드, 프로그래밍, 박수, 샤우팅
- 셸백 – 프로듀서, 작사 및 작곡, 어쿠스틱 기타, 베이스 기타, 키보드, 백 보컬, 드럼, 프로그래밍, 박수, 샤우팅, 퍼커션
- 조나스 탠더 – 색소폰
- 매그너스 위크런드 – 트롬본

## 같이 보기
- 유튜브 최다 조회수 영상 목록

### 참고 자료
- 풀러, 글렌 (2017). “The #tay4hottest100 new media event: discourse, publics and celebrity fandom as connective action”. 《커뮤니케이션 리서치 앤드 프락티스》 4 (2): 167–182. doi:10.1080/22041451.2017.1295221.
- 맥넛, 마일스 (2020). “From 'Mine' to 'Ours': Gendered Hierarchies of Authorship and the Limits of Taylor Swift's Paratextual Feminism”. 《커뮤니케이션, 컬처 & 크리티크》 13 (1): 72–91. doi:10.1093/ccc/tcz042.